# Oratostylum lepidum
Oratostylum lepidum är en tvåvingeart som beskrevs av Ricardo 1925. Oratostylum lepidum ingår i släktet Oratostylum och familjen rovflugor.
Artens utbredningsområde är Zimbabwe. Inga underarter finns listade i Catalogue of Life.